# Paul Karrer
Paul Karrer (Moscú, 21 de abril de 1889 - Zúrich, 18 de junio de 1971) fue un químico y profesor universitario suizo galardonado con el Premio Nobel de Química del año 1937 "por sus investigaciones sobre los carotenoides, las flavinas y las vitaminas A y B2."

## Biografía
Karrer nació en Moscú, hijo de los ciudadanos suizos Paul Karrer y Julie Lerch y en 1892 la familia volvió a Suiza, donde se educó en Wildegg, Lenzburg y Aarau. Estudió química en la Universidad de Zúrich con Alfred Werner y después de obtener el doctorado en 1911, pasó unos años como asistente en el Instituto Químico. Posteriormente, obtuvo un puesto en el Instituto Quimioterápico George Speyer de Fráncfort del Meno, donde fue ayudante de Paul Ehrlich. En 1918 volvió a Zúrich como profesor auxiliar de química orgánica y en 1919 llegó a ser profesor de química de la Universidad de Zúrich y a director de su Instituto de Química.
Karrer se casó y tuvo dos hijos.

## Investigaciones científicas
Sus investigaciones más notables estuvieron relacionadas con los carotenoides y las flavinas, descubriendo que algunos de ellos, como el caroteno y la lactoflavina, actúan como provitaminas A y B2, respectivamente. En 1938 consiguió sintetizar el compuesto denominado alfatocoferol, que corrige la esterilidad carencial de manera análoga a la vitamina E.
En 1937 le fue otorgado el premio Nobel de Química, que compartió con Walter Norman Haworth, por sus investigaciones sobre los carotenoides, flavinas y la vitamina A y vitamina B2

## Eponimia
- El cráter lunar Karrer lleva este nombre en su memoria.[3]